# Mielesznica
Mielesznica – wieś w Polsce położona w województwie lubuskim, w powiecie słubickim, w gminie Cybinka.
W latach 1975–1998 miejscowość administracyjnie należała do województwa zielonogórskiego.
Miejscowość położona jest przy drodze lokalnej Cybinka – Rąpice. W pobliżu wsi znajduje się rezerwat torfowiskowy „Jezioro Młodno”.

## Zabytki
- zabudowania folwarczne z XIX wieku